# Antelope (Oregon)
Antelope – miasto w Stanach Zjednoczonych, w stanie Oregon, w hrabstwie Wasco.